# Alopecosa darvaz
Espèce
Alopecosa darvaz est une espèce d'araignées aranéomorphes de la famille des Lycosidae.

## Distribution
Cette espèce est endémique de la région du Haut-Badakhchan au Tadjikistan,. Elle se rencontre vers Khobu-Rubot.

## Description
La carapace de la femelle holotype mesure 7,75 mm de long sur 5,60 mm et l'abdomen 8,20 mm de long sur 5,40 mm.

## Systématique et taxinomie
Cette espèce a été décrite par Logunov en 2023.

## Étymologie
Son nom d'espèce lui a été donné en référence au lieu de sa découverte, les monts Darvaz.

## Publication originale
- Logunov, 2023 : « Further notes on the fossorial wolf spiders of Middle Asia and the Near East (Aranei: Lycosidae). » Arthropoda Selecta, vol. 32, no 4, p. 475-512 (texte intégral).